# Adélaïde de Saxe-Meiningen (1891-1971)
Pour l’article homonyme, voir Adélaïde de Saxe-Meiningen.
Adélaïde Emma Caroline Marie Élisabeth de Saxe-Meiningen, dite Adi, est née le 16 août 1891 à Cassel (Allemagne) et morte le 25 avril 1971 à La Tour-de-Peilz (Suisse). Elle est la seconde enfant de Frédéric-Jean de Saxe-Meiningen et d'Adélaïde de Lippe-Biesterfeld.

## Biographie
Adélaïde est la fille de Frédéric-Jean de Saxe-Meiningen, fils cadet de George II de Saxe-Meiningen-Hildburghausen et de sa deuxième épouse Théodora de Hohenlohe-Langenbourg, et d'Adélaïde de Lippe-Biesterfeld, fille aînée d'Ernest II de Lippe-Biesterfeld et de Caroline de Wartensleben. Elle a cinq frères et sœurs dont Théodora de Saxe-Meiningen, grande-duchesse de Saxe-Weimar-Eisenach, Georges III de Saxe-Meiningen-Hildburghausen et Bernard IV de Saxe-Meiningen.
Victime, avant 1914, d'une maladie grave produisant une fièvre chronique, la princesse passe beaucoup de temps dans les hôpitaux. Le prince Adalbert de Prusse (1884-1948) tombe amoureux d'elle et lui écrit des lettres d'amour. Ils se marient à Wilhelmshaven le 3 août 1914, quelques jours après la déclaration de guerre et trois semaines avant que le prince de Saxe-Meiningen, son père, ne trouve la mort en Belgique à la bataille de Tarcienne.
Adalbert et Adélaïde ont trois enfants :
- Victoria-Marina (1915-1915)
- Victoria-Marina (1917-1981)
- Guillaume-Victor (1919-1989) qui épouse en 1944 Marie-Antoinette de Hoyos, baronne zu Stichsenstein (1920-2004).

Ce mariage renforce les liens entre la maison de Hohenzollern et la maison ducale de Saxe-Meiningen, toujours délicats, car le duché qui s'était rangé en 1866 du côté de l'Autriche pour la question allemande était considéré au sein de l'Empire comme un territoire dont l'élite et la dynastie souveraine avaient leur franc-parler. Le grand-père et l'oncle de la princesse Adélaïde avaient naguère épousé des princesses de Prusse.
Le mariage est harmonieux et l'impératrice Augusta-Victoria, sa belle-mère, la soutient dans ses œuvres de charité. La princesse Adélaïde parvient à réunir des fonds pour faire ouvrir une maison de soins destinée à la marine à Berchtesgaden. Le projet aboutit en 1918.
Pendant la révolution, qui débouche sur la chute de l'Empire allemand, le prince Adalbert trouve refuge dans son yacht à Kiel, gardé par des marins loyaux. La princesse Adélaïde tente de le rejoindre en train avec ses enfants, mais ils sont retardés et elle finit par se retrouver en Bavière chez l'oncle du prince, le prince Henri de Prusse. Ils doivent encore fuir et la princesse Irène de Hesse-Darmstadt est blessée par une balle tirée par un révolutionnaire. La famille se retrouve ensuite et habite à Bad Hombourg, après la révolution, dans une villa nommée d'après la princesse, la villa Adelhaidswerd.
Son état mental se dégrade rapidement et elle doit séjourner dans des cliniques. Son mari veille sur elle et l'emmène en Suisse, où le ménage réside désormais sous le nom d'emprunt de comte et comtesse de Lingen à partir de 1928. Ils mènent une vie retirée, ne se mêlent pas de politique et n'ont presque plus de rapports avec la famille Hohenzollern, sauf avec la princesse de Hanovre, Victoria-Louise de Prusse. 
Veuve le 22 septembre 1948, elle réside seule à La Tour-de-Peilz, où elle meurt, le 25 avril 1971.